# عبد العزيز اليحيى
عبد العزيز فهد اليحيى لاعب كرة قدم سعودي.

## مسيرة اللاعب
لعب في نادي الشرق ونادي الأنوار.